# Llista de jugadores número 1 del rànquing individual WTA
La llista de jugadores número 1 del rànquing individual WTA és una llista de tennistes número 1 de l'Associació de Tennis Femení (WTA). Mostra aquelles jugadores que han esdevingut número 1 del món.

## Llista de jugadores número 1
| Núm.                  | País                    | Jugadora                     | Data inicial            | Data final              | Setmanes | Acumulat |
| --------------------- | ----------------------- | ---------------------------- | ----------------------- | ----------------------- | -------- | -------- |
| 1                     | USA                     | Chris Evert                  | 3 de novembre del 1975  | 25 d'abril del 1976     | 25       | 25       |
| 2                     | AUS                     | Evonne Goolagong Cawley      | 26 d'abril del 1976     | 9 de maig del 1976      | 2        | 2        |
|                       | USA                     | Chris Evert (2)              | 10 de maig del 1976     | 9 de juliol del 1978    | 113      | 138      |
| 3                     | USA                     | Martina Navrátilová          | 10 de juliol del 1978   | 14 de gener del 1979    | 26       | 26       |
|                       | USA                     | Chris Evert (3)              | 15 de gener del 1979    | 28 de gener del 1979    | 2        | 140      |
| USA                   | Martina Navrátilová (2) | 29 de gener del 1979         | 25 de febrer del 1979   | 4                       | 30       |          |
| USA                   | Chris Evert (4)         | 26 de febrer del 1979        | 15 d'abril del 1979     | 7                       | 147      |          |
| USA                   | Martina Navrátilová (3) | 16 d'abril del 1979          | 24 de juny del 1979     | 10                      | 40       |          |
| USA                   | Chris Evert (5)         | 25 de juny del 1979          | 9 de setembre del 1979  | 11                      | 158      |          |
| USA                   | Martina Navrátilová (4) | 10 de setembre del 1979      | 6 d'abril del 1980      | 31                      | 71       |          |
| 4                     | USA                     | Tracy Austin                 | 7 d'abril del 1980      | 20 d'abril del 1980     | 2        | 2        |
|                       | USA                     | Martina Navrátilová (5)      | 21 d'abril del 1980     | 29 de juny del 1980     | 11       | 82       |
|                       | USA                     | Tracy Austin (2)             | 30 de juny del 1980     | 16 de novembre del 1980 | 19       | 21       |
|                       | USA                     | Chris Evert (6)              | 17 de novembre del 1980 | 2 de maig del 1982      | 76       | 234      |
|                       | USA                     | Martina Navrátilová (6)      | 3 de maig del 1982      | 16 de maig del 1982     | 2        | 84       |
|                       | USA                     | Chris Evert (7)              | 17 de maig del 1982     | 13 de juny del 1982     | 4        | 238      |
|                       | USA                     | Martina Navrátilová (7)      | 14 de juny del 1982     | 9 de juny del 1985      | 156      | 240      |
|                       | USA                     | Chris Evert (8)              | 10 de juny del 1985     | 13 d'octubre del 1985   | 18       | 256      |
|                       | USA                     | Martina Navrátilová (8)      | 14 d'octubre del 1985   | 27 d'octubre del 1985   | 2        | 242      |
|                       | USA                     | Chris Evert (9)              | 28 d'octubre del 1985   | 24 de novembre del 1985 | 4        | 260      |
|                       | USA                     | Martina Navrátilová (9)      | 25 de novembre del 1985 | 16 d'agost del 1987     | 90       | 332      |
| 5                     | RFA/DEU                 | Steffi Graf                  | 17 d'agost del 1987     | 10 de març del 1991     | 186      | 186      |
| 6                     | IUG                     | Monica Seles                 | 11 de març del 1991     | 4 d'agost del 1991      | 21       | 21       |
|                       | DEU                     | Steffi Graf (2)              | 5 d'agost del 1991      | 11 d'agost del 1991     | 1        | 187      |
|                       | IUG                     | Monica Seles (2)             | 12 d'agost del 1991     | 18 d'agost del 1991     | 1        | 22       |
|                       | DEU                     | Steffi Graf (3)              | 19 d'agost del 1991     | 8 de setembre del 1991  | 3        | 190      |
|                       | / IUG                   | Monica Seles (3)             | 9 de setembre del 1991  | 6 de juny del 1993      | 91       | 113      |
|                       | DEU                     | Steffi Graf (4)              | 7 de juny del 1993      | 5 de febrer del 1995    | 87       | 277      |
| 7                     | ESP                     | Arantxa Sánchez Vicario      | 6 de febrer del 1995    | 19 de febrer del 1995   | 2        | 2        |
|                       | DEU                     | Steffi Graf (5)              | 20 de febrer del 1995   | 26 de febrer del 1995   | 1        | 278      |
|                       | ESP                     | Arantxa Sánchez Vicario (2)  | 27 de febrer del 1995   | 9 d'abril del 1995      | 6        | 8        |
|                       | DEU                     | Steffi Graf (6)              | 10 d'abril del 1995     | 14 de maig del 1995     | 5        | 283      |
|                       | ESP                     | Arantxa Sánchez Vicario (3)  | 15 de maig del 1995     | 11 de juny del 1995     | 4        | 12       |
|                       | DEU                     | Steffi Graf (7)              | 12 de juny del 1995     | 13 d'agost del 1995     | 9        | 292      |
|                       | DEU USA                 | Steffi Graf Monica Seles (4) | 14 d'agost del 1995     | 3 de novembre del 1996  | 64       | 356 177  |
|                       | DEU                     | Steffi Graf                  | 4 de novembre del 1996  | 17 de novembre del 1996 | 2        | 358      |
|                       | DEU USA                 | Steffi Graf Monica Seles (5) | 18 de novembre del 1996 | 24 de novembre del 1996 | 1        | 359 178  |
|                       | DEU                     | Steffi Graf                  | 25 de novembre del 1996 | 30 de març del 1997     | 18       | 377      |
| 8                     | CHE                     | Martina Hingis               | 31 de març del 1997     | 11 d'octubre del 1998   | 80       | 80       |
| 9                     | USA                     | Lindsay Davenport            | 12 d'octubre del 1998   | 7 de febrer del 1999    | 17       | 17       |
|                       | CHE                     | Martina Hingis (2)           | 8 de febrer del 1999    | 4 de juliol del 1999    | 21       | 101      |
|                       | USA                     | Lindsay Davenport (2)        | 5 de juliol del 1999    | 8 d'agost del 1999      | 5        | 22       |
|                       | CHE                     | Martina Hingis (3)           | 9 d'agost del 1999      | 2 d'abril del 2000      | 34       | 135      |
|                       | USA                     | Lindsay Davenport (3)        | 3 d'abril del 2000      | 7 de maig del 2000      | 5        | 27       |
|                       | CHE                     | Martina Hingis (4)           | 8 de maig del 2000      | 14 de maig del 2000     | 1        | 136      |
|                       | USA                     | Lindsay Davenport (4)        | 15 de maig del 2000     | 21 de maig del 2000     | 1        | 28       |
|                       | CHE                     | Martina Hingis (5)           | 22 de maig del 2000     | 14 d'octubre del 2001   | 73       | 209      |
| 10                    | USA                     | Jennifer Capriati            | 15 d'octubre del 2001   | 4 de novembre del 2001  | 3        | 3        |
|                       | USA                     | Lindsay Davenport (5)        | 5 de novembre del 2001  | 13 de gener del 2002    | 10       | 38       |
|                       | USA                     | Jennifer Capriati (2)        | 14 de gener del 2002    | 24 de febrer del 2002   | 6        | 9        |
| 11                    | USA                     | Venus Williams               | 25 de febrer del 2002   | 17 de març del 2002     | 3        | 3        |
|                       | USA                     | Jennifer Capriati (3)        | 18 de març del 2002     | 21 d'abril del 2002     | 5        | 14       |
|                       | USA                     | Venus Williams (2)           | 22 d'abril del 2002     | 19 de maig del 2002     | 4        | 7        |
|                       | USA                     | Jennifer Capriati (4)        | 20 de maig del 2002     | 9 de juny del 2002      | 3        | 17       |
|                       | USA                     | Venus Williams (3)           | 10 de juny del 2002     | 7 de juliol del 2002    | 4        | 11       |
| 12                    | USA                     | Serena Williams              | 8 de juliol del 2002    | 10 d'agost del 2003     | 57       | 57       |
| 13                    | BEL                     | Kim Clijsters                | 11 d'agost del 2003     | 19 d'octubre del 2003   | 10       | 10       |
| 14                    | BEL                     | Justine Henin                | 20 d'octubre del 2003   | 26 d'octubre del 2003   | 1        | 1        |
|                       | BEL                     | Kim Clijsters (2)            | 27 d'octubre del 2003   | 9 de novembre del 2003  | 2        | 12       |
|                       | BEL                     | Justine Henin (2)            | 10 de novembre del 2003 | 12 de setembre del 2004 | 44       | 45       |
| 15                    | FRA                     | Amélie Mauresmo              | 13 de setembre del 2004 | 17 d'octubre del 2004   | 5        | 5        |
|                       | USA                     | Lindsay Davenport (6)        | 18 d'octubre del 2004   | 21 d'agost del 2005     | 44       | 82       |
| 16                    | RUS                     | Maria Xaràpova               | 22 d'agost del 2005     | 28 d'agost del 2005     | 1        | 1        |
|                       | USA                     | Lindsay Davenport (7)        | 29 d'agost del 2005     | 11 de setembre del 2005 | 2        | 84       |
|                       | RUS                     | Maria Xaràpova (2)           | 12 de setembre del 2005 | 23 d'octubre del 2005   | 6        | 7        |
|                       | USA                     | Lindsay Davenport (8)        | 24 d'octubre del 2005   | 29 de gener del 2006    | 14       | 98       |
|                       | BEL                     | Kim Clijsters (3)            | 30 de gener del 2006    | 19 de març del 2006     | 7        | 19       |
|                       | FRA                     | Amélie Mauresmo (2)          | 20 de març del 2006     | 12 de novembre del 2006 | 34       | 39       |
|                       | BEL                     | Justine Henin (3)            | 13 de novembre del 2006 | 28 de gener del 2007    | 11       | 56       |
|                       | RUS                     | Maria Xaràpova (3)           | 29 de gener del 2007    | 18 de març del 2007     | 7        | 14       |
|                       | BEL                     | Justine Henin (4)            | 19 de març del 2007     | 18 de maig del 2008     | 61       | 117      |
|                       | RUS                     | Maria Xaràpova (4)           | 19 de maig del 2008     | 8 de juny del 2008      | 3        | 17       |
| 17                    | SRB                     | Ana Ivanović                 | 9 de juny del 2008      | 10 d'agost del 2008     | 9        | 9        |
| 18                    | SRB                     | Jelena Janković              | 11 d'agost del 2008     | 17 d'agost del 2008     | 1        | 1        |
|                       | SRB                     | Ana Ivanović (2)             | 18 d'agost del 2008     | 7 de setembre del 2008  | 3        | 12       |
|                       | USA                     | Serena Williams (2)          | 8 de setembre del 2008  | 5 d'octubre del 2008    | 4        | 61       |
|                       | SRB                     | Jelena Janković (2)          | 6 d'octubre del 2008    | 1 de febrer del 2009    | 17       | 18       |
|                       | USA                     | Serena Williams (3)          | 2 de febrer del 2009    | 19 d'abril del 2009     | 11       | 72       |
| 19                    | RUS                     | Dinara Safina                | 20 d'abril del 2009     | 11 d'octubre del 2009   | 25       | 25       |
|                       | USA                     | Serena Williams (4)          | 12 d'octubre del 2009   | 25 d'octubre del 2009   | 2        | 74       |
|                       | RUS                     | Dinara Safina (2)            | 26 d'octubre del 2009   | 1 de novembre del 2009  | 1        | 26       |
|                       | USA                     | Serena Williams (5)          | 12 de novembre del 2009 | 10 d'octubre del 2010   | 49       | 123      |
| 20                    | DEN                     | Caroline Wozniacki           | 11 d'octubre del 2010   | 13 de febrer del 2011   | 18       | 18       |
|                       | BEL                     | Kim Clijsters (4)            | 14 de febrer del 2011   | 20 de febrer del 2011   | 1        | 20       |
|                       | DEN                     | Caroline Wozniacki (2)       | 21 de febrer del 2011   | 29 de gener de 2012     | 49       | 67       |
| 21                    | BLR                     | Viktória Azàrenka            | 30 de gener del 2012    | 10 de juny del 2012     | 19       | 19       |
|                       | RUS                     | Maria Xaràpova (5)           | 11 de juny del 2012     | 8 de juliol del 2012    | 4        | 21       |
|                       | BLR                     | Viktória Azàrenka (2)        | 9 de juliol del 2012    | 17 de febrer de 2013    | 32       | 51       |
|                       | USA                     | Serena Williams (6)          | 18 de febrer del 2013   | 11 de setembre del 2016 | 186      | 309      |
| 22                    | DEU                     | Angelique Kerber             | 12 de setembre del 2016 | 29 de gener del 2017    | 20       | 20       |
|                       | USA                     | Serena Williams (7)          | 30 de gener del 2017    | 12 de març del 2017     | 6        | 315      |
|                       | DEU                     | Angelique Kerber (2)         | 13 de març del 2017     | 23 d'abril del 2017     | 5        | 25       |
|                       | USA                     | Serena Williams (8)          | 24 d'abril del 2017     | 15 de maig del 2017     | 3        | 318      |
|                       | DEU                     | Angelique Kerber (3)         | 15 de maig del 2017     | 16 de juliol del 2017   | 9        | 34       |
| 23                    | CZE                     | Karolína Plísková            | 17 de juliol del 2017   | 10 de setembre del 2017 | 8        | 8        |
| 24                    | ESP                     | Garbiñe Muguruza             | 11 de setembre del 2017 | 8 d'octubre del 2017    | 4        | 4        |
| 25                    | ROU                     | Simona Halep                 | 9 d'octubre del 2017    | 27 de gener del 2018    | 16       | 16       |
|                       | DEN                     | Caroline Wozniacki (3)       | 28 de gener del 2018    | 25 de febrer del 2018   | 4        | 71       |
|                       | ROU                     | Simona Halep (2)             | 26 de febrer del 2018   | 27 de gener del 2019    | 48       | 64       |
| 26                    | JPN                     | Naomi Osaka                  | 28 de gener del 2019    | 23 de juny del 2019     | 21       | 21       |
| 27                    | AUS                     | Ashleigh Barty               | 24 de juny del 2019     | 11 d'agost del 2019     | 7        | 7        |
|                       | JPN                     | Naomi Osaka (2)              | 12 d'agost del 2019     | 8 de setembre del 2019  | 4        | 25       |
| AUS                   | Ashleigh Barty (2)      | 9 de setembre del 2019       | 22 de març del 2020     | 28                      | 35       |          |
| Rànquing WTA congelat | Rànquing WTA congelat   | 23 de març del 2020          | 9 d'agost del 2020      | 20                      | 20       |          |
| AUS                   | Ashleigh Barty (2)      | 10 d'agost del 2020          | 3 d'abril del 2022      | 86                      | 121      |          |
| 28                    | POL                     | Iga Świątek                  | 4 d'abril del 2022      | 10 de setembre del 2023 | 75       | 75       |
| 29                    | BLR                     | Arina Sabalenka              | 11 de setembre del 2023 | 5 de novembre del 2023  | 8        | 8        |
|                       | POL                     | Iga Świątek (2)              | 6 de novembre del 2023  | 20 d'octubre del 2024   | 50       | 125      |
|                       | BLR                     | Arina Sabalenka (2)          | 21 d'octubre del 2024   | Actualitat              | 39       | 47       |
| Núm.                  | País                    | Jugadora                     | Data inicial            | Data final              | Setmanes | Acumulat |

A 14 de juliol de 2025.

## Setmanes al número 1

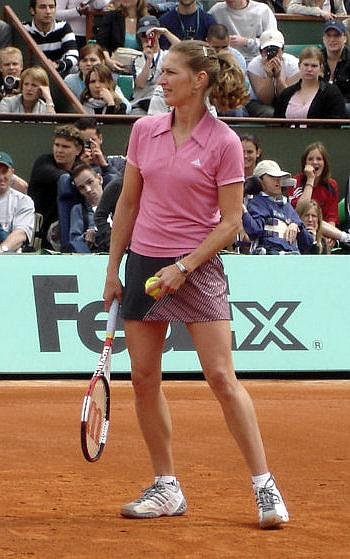
Steffi Graf ostenta el rècord de 377 setmanes com a número 1 del rànquing WTA individual.

### Individual
| Pos. | Jugadora                | Setmanes |
| ---- | ----------------------- | -------- |
| 1.   | Steffi Graf             | 377      |
| 2.   | Martina Navrátilová     | 332      |
| 3.   | Serena Williams         | 318      |
| 4.   | Chris Evert             | 260      |
| 5.   | Martina Hingis          | 209      |
| 6.   | / Monica Seles          | 178      |
| 7.   | Iga Świątek             | 125      |
| 8.   | Ashleigh Barty          | 121      |
| 9.   | Justine Henin           | 117      |
| 10.  | Lindsay Davenport       | 98       |
| 11.  | Caroline Wozniacki      | 71       |
| 12.  | Simona Halep            | 64       |
| 13.  | Viktória Azàrenka       | 51       |
| 14.  | Arina Sabalenka         | 47       |
| 15.  | Amélie Mauresmo         | 39       |
| 16.  | Angelique Kerber        | 34       |
| 17.  | Dinara Safina           | 26       |
| 18.  | Naomi Osaka             | 25       |
| 19.  | Tracy Austin            | 21       |
| 19.  | Maria Xaràpova          | 21       |
| 21.  | Kim Clijsters           | 20       |
| 22.  | Jelena Janković         | 18       |
| 23.  | Jennifer Capriati       | 17       |
| 24.  | Ana Ivanović            | 12       |
| 24.  | Arantxa Sánchez Vicario | 12       |
| 26.  | Venus Williams          | 11       |
| 27.  | Karolína Plísková       | 8        |
| 28.  | Garbiñe Muguruza        | 4        |
| 29.  | Evonne Goolagong Cawley | 2        |

| Tennistes en actiu           |
| En negreta l'actual número 1 |

### Països
| Pos. | País                | Nombre jugadores | Total setmanes | Jugadores |
| ---- | ------------------- | ---------------- | -------------- | --- |
| 1.   | Estats Units        | 8                | 1123           | Tracy Austin, Jennifer Capriati, Lindsay Davenport, Chris Evert, Martina Navrátilová, Monica Seles, Serena Williams, Venus Williams |
| 2.   | RFA · Alemanya      | 2                | 411            | Steffi Graf, Angelique Kerber |
| 3.   | Suïssa              | 1                | 209            | Martina Hingis |
| 4.   | Iugoslàvia · Sèrbia | 3                | 143            | Ana Ivanović, Jelena Janković, Monica Seles                                                                                         |
| 5.   | Bèlgica             | 2                | 137            | Kim Clijsters, Justine Henin |
| 6.   | Polònia             | 1                | 124            | Iga Świątek |
| 7.   | Austràlia           | 2                | 123            | Ashleigh Barty, Evonne Goolagong Cawley                                                                                             |
| 8.   | Belarús             | 2                | 98             | Viktória Azàrenka, Arina Sabalenka                                                                                                  |
| 9.   | Dinamarca           | 1                | 71             | Caroline Wozniacki |
| 10.  | Romania             | 1                | 64             | Simona Halep |
| 11.  | Rússia              | 2                | 47             | Dinara Safina, Maria Xaràpova |
| 12.  | França              | 1                | 39             | Amélie Mauresmo |
| 13.  | Japó                | 1                | 25             | Naomi Osaka |
| 14.  | Espanya             | 2                | 16             | Arantxa Sánchez Vicario, Garbiñe Muguruza                                                                                           |
| 15.  | Txèquia             | 1                | 8              | Karolína Plísková |

- En negreta les jugadores en actiu.
- Monica Seles està inclosa en dues ocasions.

## Jugadores número 1 a final d'any

### Per any
| Any  | País    | Jugadora                 |
| ---- | ------- | ------------------------ |
| 1975 | USA     | Chris Evert (1)          |
| 1976 | USA     | Chris Evert              |
| 1977 | USA     | Chris Evert              |
| 1978 | USA     | Martina Navrátilová (2)  |
| 1979 | USA     | Martina Navrátilová      |
| 1980 | USA     | Chris Evert              |
| 1981 | USA     | Chris Evert              |
| 1982 | USA     | Martina Navrátilová      |
| 1983 | USA     | Martina Navrátilová      |
| 1984 | USA     | Martina Navrátilová      |
| 1985 | USA     | Martina Navrátilová      |
| 1986 | USA     | Martina Navrátilová      |
| 1987 | RFA     | Steffi Graf (3)          |
| 1988 | RFA     | Steffi Graf              |
| 1989 | RFA     | Steffi Graf              |
| 1990 | DEU     | Steffi Graf              |
| 1991 | IUG     | Monica Seles (4)         |
| 1992 | IUG     | Monica Seles             |
| 1993 | DEU     | Steffi Graf              |
| 1994 | DEU     | Steffi Graf              |
| 1995 | DEU USA | Steffi Graf Monica Seles |
| 1996 | DEU     | Steffi Graf              |
| 1997 | SUI     | Martina Hingis (5)       |
| 1998 | USA     | Lindsay Davenport (6)    |
| 1999 | SUI     | Martina Hingis           |
| 2000 | SUI     | Martina Hingis           |
| 2001 | USA     | Lindsay Davenport        |
| 2002 | USA     | Serena Williams (7)      |
| 2003 | BEL     | Justine Henin (8)        |
| 2004 | USA     | Lindsay Davenport        |
| 2005 | USA     | Lindsay Davenport        |
| 2006 | BEL     | Justine Henin            |
| 2007 | BEL     | Justine Henin            |
| 2008 | SRB     | Jelena Janković (9)      |
| 2009 | EUA     | Serena Williams          |
| 2010 | DIN     | Caroline Wozniacki (10)  |
| 2011 | DIN     | Caroline Wozniacki       |
| 2012 | BLR     | Viktória Azàrenka (11)   |
| 2013 | USA     | Serena Williams          |
| 2014 | USA     | Serena Williams          |
| 2015 | USA     | Serena Williams          |
| 2016 | DEU     | Angelique Kerber (12)    |
| 2017 | ROU     | Simona Halep (13)        |
| 2018 | ROU     | Simona Halep             |
| 2019 | AUS     | Ashleigh Barty (14)      |
| 2020 | AUS     | Ashleigh Barty           |
| 2021 | AUS     | Ashleigh Barty           |
| 2022 | POL     | Iga Świątek (15)         |
| 2023 | POL     | Iga Świątek              |
| 2024 | BLR     | Arina Sabalenka (16)     |

| Núm. 1 totes les setmanes de l'any |

### Per freqüència
| Núm. | País          | Jugadora            |
| ---- | ------------- | ------------------- |
| 8    | RFA/ DEU      | Steffi Graf         |
| 7    | USA           | Martina Navrátilová |
| 5    | USA           | Chris Evert         |
| 5    | USA           | Serena Williams     |
| 4    | USA           | Lindsay Davenport   |
| 3    | AUS           | Ashleigh Barty      |
| 3    | BEL           | Justine Henin       |
| 3    | SUI           | Martina Hingis      |
| 3    | IUG/ IUG/ USA | Monica Seles        |
| 2    | ROU           | Simona Halep        |
| 2    | POL           | Iga Świątek         |
| 2    | DIN           | Caroline Wozniacki  |
| 1    | BLR           | Viktória Azàrenka   |
| 1    | SRB           | Jelena Janković     |
| 1    | DEU           | Angelique Kerber    |
| 1    | BLR           | Arina Sabalenka     |

### Jugadores número 1 sense haver guanyat un torneig Grand Slam
| Jugadora           | Data número 1        | Primera final Grand Slam           | Primer títol Grand Slam        |
| ------------------ | -------------------- | ---------------------------------- | ------------------------------ |
| Kim Clijsters      | 11 d'agost de 2003   | Roland Garros 2001 (juny 2001)     | US Open 2005 (1 de 4)          |
| Amélie Mauresmo    | 13 de setembre 2004  | Open d'Austràlia 1999 (gener 1999) | Open d'Austràlia 2006 (1 de 2) |
| Jelena Janković    | 11 d'agost de 2008   | US Open 2008 (setembre 2008)       | −                              |
| Dinara Safina      | 20 d'abril de 2009   | Roland Garros 2008 (juny 2008)     | −                              |
| Caroline Wozniacki | 11 d'octubre de 2010 | US Open 2009 (setembre 2009)       | Open d'Austràlia 2018 (1 de 3) |
| Karolína Plísková  | 17 de juliol de 2017 | US Open 2016 (setembre 2016)       | −                              |
| Simona Halep       | 9 d'octubre de 2017  | Roland Garros 2014 (juny 2014)     | Roland Garros 2018 (juny 2018) |